# Tanja Karpela

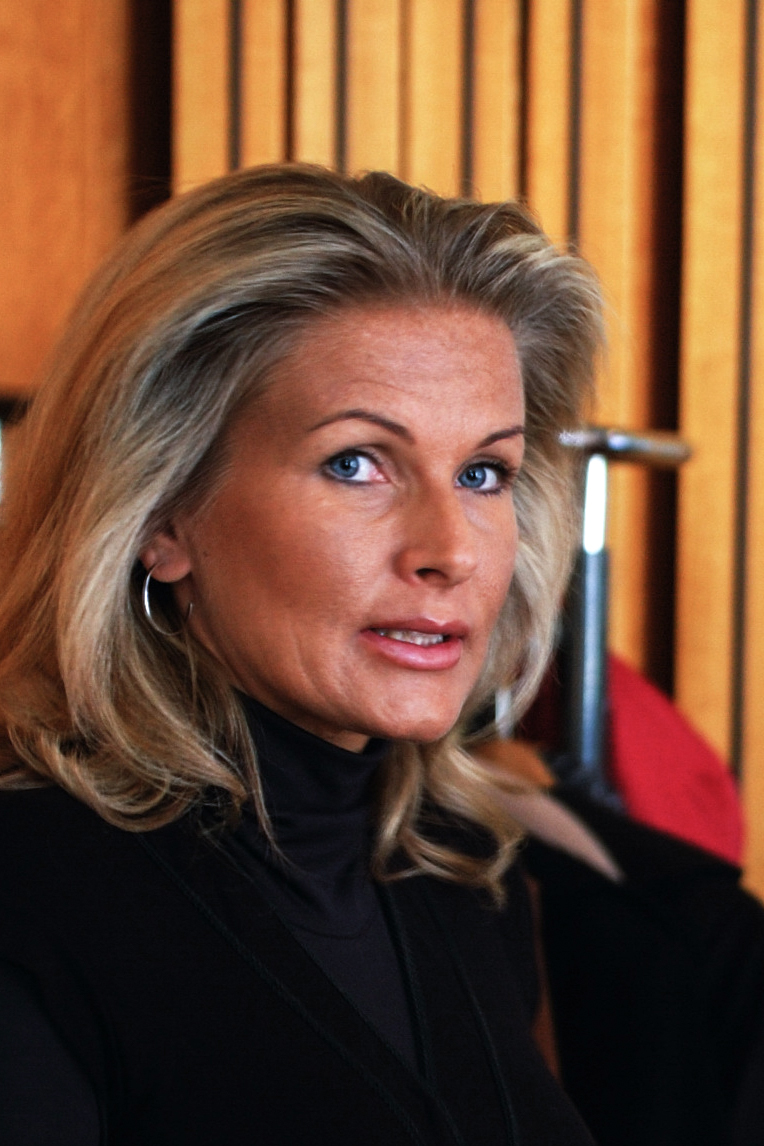
Tanja Karpela.

Tanja Tellervo Karpela, under en period Saarela, född 22 augusti 1970 i Salo, är en finländsk politiker. 
Karpela utnämndes till Miss Finland 1991 och jobbade därefter som mannekäng och företagare. Hon invaldes 1999 i Finlands riksdag som representant för Centern. I valet 2003 invaldes hon med det tredje högsta röstetalet (19 000 röster) i hela Finland och utsågs till kulturminister i Anneli Jäätteenmäkis regering. Hon innehade denna post även i Matti Vanhanens regering från 2003 fram till 2007, då hon på nytt invaldes i riksdagen.

## Utmärkelser
- Kommendörstecknet av Finlands Vita Ros’ orden,  6 december 2005[1]
- Storkors av Kronorden[2]
- Medalj till minne av St. Petersburgs 300-årsjubileum[3]

[Redigera Wikidata]